# Trinafour

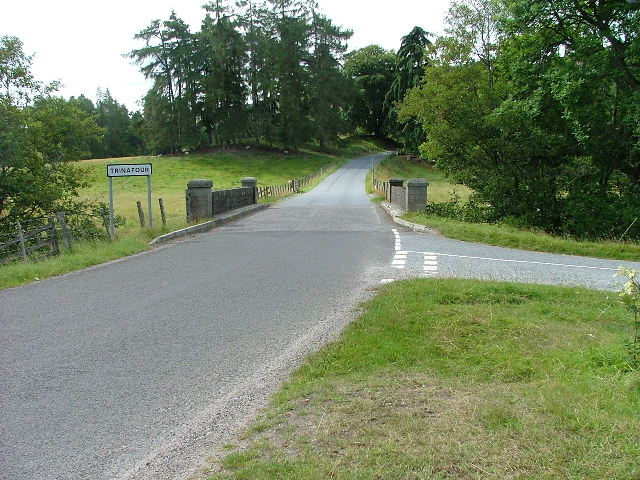
Ortseinfahrt von Trinafour

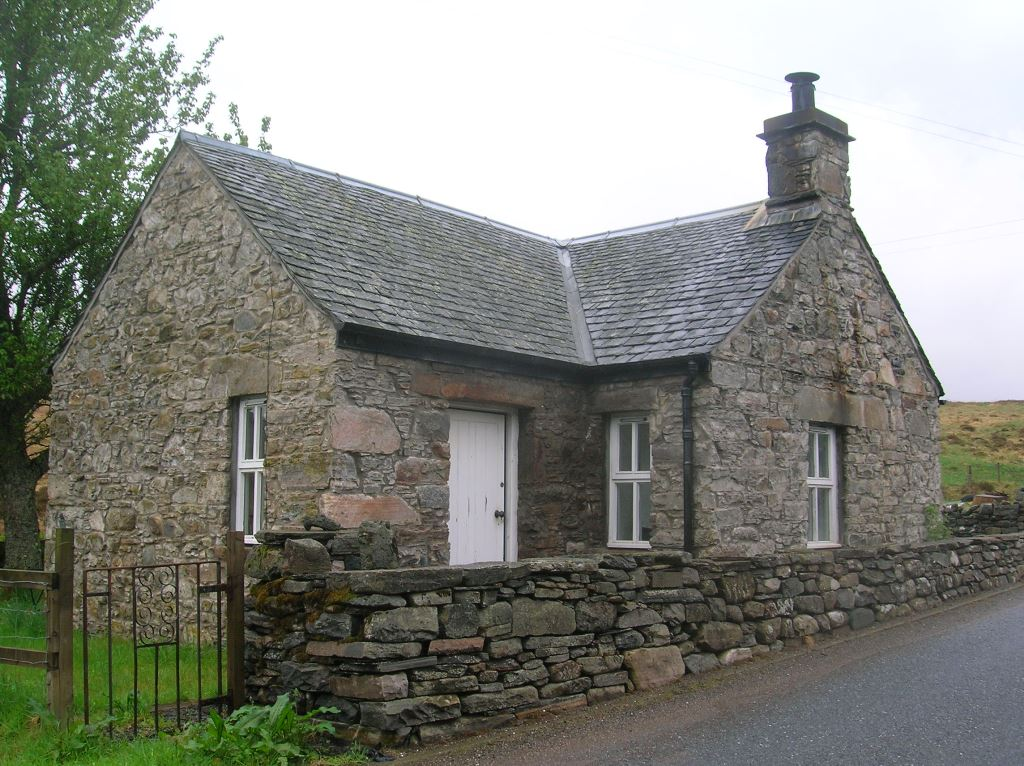
Älteres Haus an der Landstraße

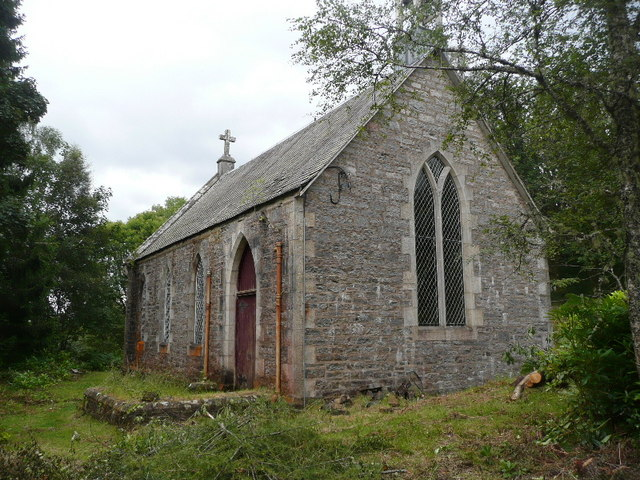
Eine kleine Kirche im Ort

Trinafour ist eine kleine Ortschaft, die im Norden von Schottland zwischen Perth im Nordosten und Stirling im Südwesten in der Region Perth and Kinross liegt. Im Rahmen der historischen Gliederung Schottlands in Civil Parishes zählt es zu Blair Atholl, das zu Perthshire gehörte.

## Geographie
Trinafour liegt im ländlichen Raum im Tal Glen Errochty am südlichen, rechten Ufer des Flusses Errochty Water, kurz nach dessen Ausfluss aus dem See Loch Errochty. Südöstlich des Ortes verläuft die von Bruar nach Kinloch Rannoch führende B847.

## Historisches
Nördlich des Ortes führt über den Fluss die Old Trinafour Bridge. Sie wurde 1971 als Listed Building der Kategorie B ausgewiesen und damit unter Denkmalschutz gestellt. Über sie ist die gegenüberliegende Sägemühle Trinafour Sawmill zu erreichen. Sie wurde 1981 in die Kategorie C eingestuft.